# Eugène Paz
Pour les articles homonymes, voir Paz.
Moïse Paz, dit Eugène Paz, né le 2 mai 1835 à Bordeaux et mort le 25 janvier 1901 à Paris, est un journaliste français, professeur de gymnastique au lycée Condorcet et à l'école normale primaire d'Auteuil et premier président-fondateur de l'Union des sociétés de gymnastique de France.

## Biographie
Fils d’un instituteur, Eugène Paz fait ses études au Collège royal de Bordeaux, avant de monter à Paris, où il collabore à divers journaux avant de devenir professeur de gymnastique au lycée Condorcet à partir de 1869. Atteint d'une maladie nerveuse [laquelle ?], il parvient à la surmonter par la pratique de la gymnastique et de l'hydrothérapie chez Hippolyte Triat.

### Le Grand Gymnase

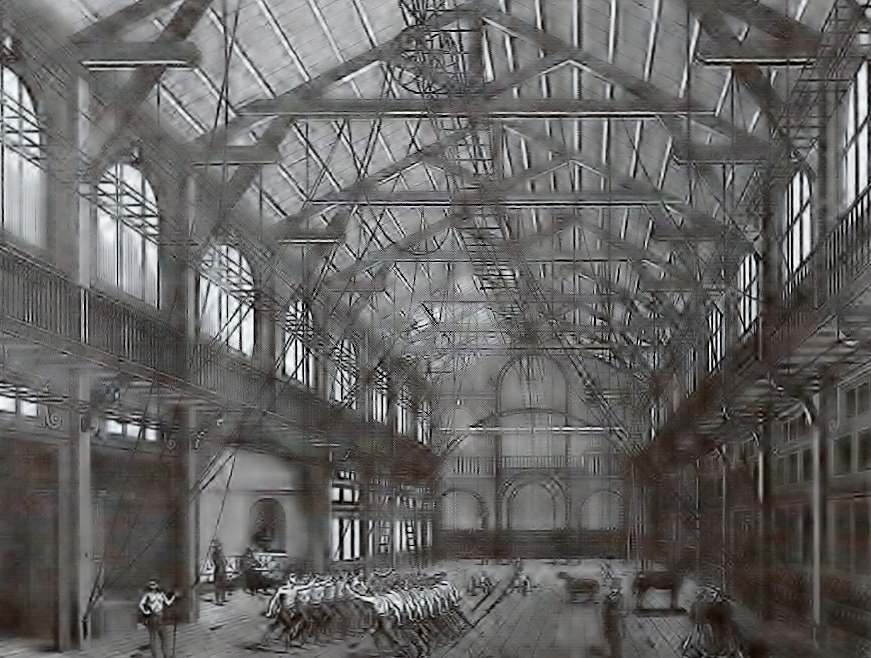
Le Grand Gymnase, ouvert au 40 rue des Martyrs en 1865.

En 1859, il fonde la première société de gymnastique parisienne : Les Amis de la gymnastique. En 1865, il publie La Santé de l'esprit et du corps par la Gymnastique à la Librairie du petit journal et ouvre à Paris un établissement privé où il est dispense au public une gymnastique civile, dégagée de toute finalité militaire : le Grand gymnase, situé au 40 rue des Martyrs. La leçon de gymnastique s'y déroule en deux parties successives : une gymnastique de plancher ou de pied ferme, inspirée de la gymnastique suédoise de Pehr Henrik Ling pendant laquelle les exercices d'assouplissements et de développement sont réalisés sans engins et par l'ensemble des participants ; puis un travail plus individuel avec appareils, haltères, barres etc. conforme à la méthode de Francisco Amorós. La lutte revêt également un aspect important car Eugène Paz organise des assauts afin d’assurer la promotion de l'établissement. Le jury est composé de très doctes membres du Jockey Club ou de sportifs renommés. 
Cette branche consacrée au spectacle est cependant rigoureusement réglementée et elle connaît vite le succès populaire ; cependant Paz y renonce dès que sa renommée commence à s'établir, afin de pas dénaturer le caractère de son établissement qu'il souhaite consacrer pleinement à la gymnastique médicale et hygiéniste. Il affirme alors son hostilité à la gymnastique acrobatique et demande l'abandon des appareils dangereux : tremplin, trapèze… En 1867, il contribue en tant qu'expert à la mission d'étude sur la gymnastique en Belgique et dans les pays germanophones initiée par Victor Duruy et placée sous la présidence du docteur Hillairet. Publié le 15 février 1868, le rapport Hillairet recense aussi les enseignants de gymnastique en France. Ce véritable constat de carence entraine un décret de Victor Duruy qui institue le 12 mars 1869 un certificat d'aptitude à l'enseignement de la gymnastique (CAEG). Enthousiasmé par ce qu'il a découvert en Allemagne dans le cadre de cette mission, Paz publie une revue, Le Moniteur de gymnastique, en 1868, puis un ouvrage chez Hachette, en 1870, La Gymnastique raisonnée, moyen infaillible de prolonger l'existence et de prévenir les maladies, ouvrage qui connaît alors de nombreuses rééditions, mais qui ne l'empêchera pas de mourir d’un cancer, à 65 ans.

### L'Union des sociétés de gymnastique de France
Le désastre de 1870 inscrit la gymnastique parmi les priorités nationales, mobilisant au-delà de la seule sphère politique : dès 1872, l'École normale militaire de gymnastique de Joinville s'ouvre à toute la Nation et devient École de gymnastique et d'escrime. Paz participe activement à ce mouvement et, confirmé dans ses convictions, fonde l'Union des sociétés de gymnastique de France (USGF) dès le 28 septembre 1873. Deux ans plus tard, lorsque Paz cède la présidence, celle-ci regroupe déjà 250 associations et 1 100 à la veille de la Grande guerre. Bientôt chaque instituteur doit y faire un stage de trois mois à l'École de Joinville à l'occasion de son service militaire. Cette obligation prend tout son sens avec la création des bataillons scolaires en 1881 qui ne tardent à bénéficier de leur propre inspecteur général, Pierre Joseph Jeanningros. Lors de son congrès de 1881, la Ligue de l’enseignement de Jean Macé soutient la démarche et la loi du 28 mars 1882 instaure l'obligation de la gymnastique et des exercices militaires à l’école primaire. Et, dès le 18 mai, la cause de la gymnastique reçoit le soutien de la Ligue des patriotes fondée par Paul Déroulède, Henri Martin et Armand Goupil. 
L'USGF est d'abord un organisme de réflexion où Paz s'entoure des plus hautes personnalités scientifiques, politiques, littéraires et médiatiques du moment : Émile Zola, Paul Féval, Victor Duruy, Jules Simon, Paul Deroulède, Félix Faure, Etienne Marey, Paul Bert, Edmond About qui dit de lui : « si Paz avait eu le bonheur de vivre sous une république grecque, on n'aurait pas trouvé que les plus grands honneurs fussent trop grands pour lui ». Friand de l'organisation de grandes fêtes fédérales mobilisant les plus hautes autorités de l'Etat à partir de 1880, Paz reste très réservé à l'égard de la compétition sportive stricto sensu, comme d'ailleurs le bureau européen présidé par le Belge Cupérus. Aussi un seul gymnaste français participe au tournoi de gymnastique des jeux olympiques d'Athènes. Mais en 1900, lors de ceux de Paris, la gymnastique, « avant-garde pacifique de la patrie en armes », selon Jules Ferry, est avec le cyclisme le sport le plus populaire. Il revient donc à l'USGF d'inaugurer le nouveau vélodrome de Vincennes, les 3 et 4 juin, par sa fête fédérale qui mobilise plus de 8 000 gymnastes venus de toute la France. Dans la foulée, le concours international organisé, les 29 et 30 juillet, dans le cadre de l'exposition universelle et remporté par Gustave Sandras, connait un engouement des gymnastes français qui relèguent le premier étranger, un Suisse, à la 18e place. Et, le 2 septembre, le concours de l'Association des sociétés de gymnastique de la Seine clôture les festivités gymniques. Paz meurt alors que l'USGF entre dans l'ère sportive.
Paz a publié, en 1869, une revue mensuelle le Moniteur de gymnastique scolaire, hygiénique et médicale et, en 1877,  La Revue des sports dont il est rédacteur en chef jusqu'au 11 janvier 1879 . Il contribuait, par ailleurs, régulièrement au Petit journal, au Journal de Paris, au National et au Soleil.

## Distinctions
Eugène Paz a été fait chevalier de la Légion d'honneur, le 2 février 1892.

## Publications
- La Santé de l’esprit et du corps par la gymnastique : étude sur les exercices du corps depuis les temps les plus reculés jusqu'à nos jours, leurs progrès, leurs effets merveilleux, leurs diverses applications et leur combinaison avec l’hydrothérapie, Paris, Librairie du Petit journal, 1865, 140 p., 1 vol. 19 cm (OCLC 493778136, lire en ligne).
- La Gymnastique obligatoire, Paris, L. Hachette and Cie, 1868, 125 p. (OCLC 958881301, lire en ligne).
- Étude et traduction de De arte gymnastica, Paris, 1870.
- Les Hommes Forts de tous les temps, Paris.
- La gymnastique raisonnée : moyen infaillible de prolonger l’existence et de prévenir les maladies, Paris, L. Hachette, 1870, XV, 380
- Franches causeries, Paris, Édouard Dentu, 1879, 290 p., in-16 (OCLC 459188604).
- Histoire de la gymnastique, Paris, 1886.

Eugène Paz est également directeur de la publication de plusieurs périodiques : l'hebdomadaire Paris-Théâtre de 1873 à 1878, renommé Paris-Portrait de 1878 à 1880, et du quotidien Théâtre parisien en 1885 et 1886.